# Govinda
Govinda, sanskr., egentligen ett folkord inlånat i sanskrit från ett prakritspråk, ursprungligen gopendra, herdarnas furste, överherde, är tillnamn för Krishna, särskilt i ungdomsåren, då han levde bland herdinnorna i kretsen av den herdestam, för vilken han var eller sedan gjordes till gud.
I den indiska mytologin förklaras namnet som "kofinnare", d.v.s. den, som fann kon (jorden) i form av ett vildsvin.